# Sally Hemings
Sarah "Sally" Hemings (c. 1773 - 1835) va ser una esclava de raça mestissa propietat del president dels Estats Units Thomas Jefferson. Hi ha un "consens històric creixent" entre els estudiosos que Jefferson va tenir una relació a llarg termini amb Hemings i que va ser el pare dels cinc fills de Hemings, nascuts després de la mort de la seva dona, Martha Jefferson. Quatre fills de Hemings van sobreviure a l'edat adulta. Hemings va morir a Charlottesville, Virginia, el 1835.
Sally Hemings va arribar a la casa de Jefferson quan era un nadó amb els seus germans i la seva mare de raça mixta, Betty, com a part de l'herència d'esclaus que la seva esposa Martha va heretar del seu pare, John Wayles. Hemings era la més jove de sis fills que es creu que Betty Hemings va tenir amb Wayles. Si fos cert, seria tres quartes parts d'europea i mitja germana de Martha Jefferson. El 1787, amb 14 anys, Hemings va acompanyar la filla petita de Jefferson Mary ("Polly") a Londres i després a París, on el vidu Jefferson, de 44 anys, servia com a ambaixador dels Estats Units a França. Hemings va passar dos anys allà. Alguns historiadors creuen que Jefferson va començar una relació sexual amb Hemings a França o poc després del seu retorn a Monticello. Malgrat això, Hemings va romandre com a esclava a la casa de Jefferson fins a la seva mort. L'any 2017, en una restauració arqueològica, es va descobrir una habitació identificada com la seva estança de Monticello, sota la terrassa sud, que es va restaurar i redecorar.
La qüestió històrica sobre si Jefferson va ser el pare dels fills de Hemings es coneix com la controvèrsia Jefferson-Hemings. Després d'una anàlisi històrica renovada a finals del segle XX juntament amb un estudi d'ADN de 1998 que va trobar una coincidència entre la línia masculina de Jefferson i un descendent de l'últim fill de Hemings, Eston Hemings, es va suposar que Jefferson va ser el pare d'Eston i potser de tots els seus fills, tot i que un petit nombre d'historiadors discrepen amb aquesta afirmació.
Els fills de Hemings van viure a la casa de Jefferson com esclaus i van ser formats com a artesans. Jefferson va alliberar a tots els fills supervivents de Hemings: Beverly, Harriet, Madison i Eston, tan bon punt van ser majors d'edat (van ser l'única família esclava alliberada per Jefferson). Eren set vuitenes parts d'ascendència europea i tres dels quatre van ingressar a la societat blanca com a adults. Els descendents d'aquests tres identificats com a blancs. Després de la mort de Jefferson, Hemings "es va donar el seu temps" i va viure lliure els seus últims nou anys amb els seus dos fills més joves a Charlottesville, Virginia. Va veure néixer un net a la casa dels seus fills.